# Kanada az 1960. évi nyári olimpiai játékokon
Kanada az olaszországi Rómában megrendezett 1960. évi nyári olimpiai játékok egyik részt vevő nemzete volt. Az országot az olimpián 14 sportágban 85 sportoló képviselte, akik összesen 1 érmet szereztek.

## Érmesek
| Érem  | Versenyző | Sportág | Versenyszám   |
| ----- | --- | ------- | ------------- |
| Ezüst | David Anderson Donald Arnold Sohen Biln Walter D'Hondt Nelson Kuhn John Lecky Archibald MacKinnon William McKerlich Glen Mervyn | Evezés  | Férfi nyolcas |

## Atlétika
Férfi
| Versenyző                                                      | Versenyszám     | Előfutam | Előfutam | Negyeddöntő | Negyeddöntő | Elődöntő      | Elődöntő      | Döntő     | Döntő    |
| Versenyző                                                      | Versenyszám     | Idő      | Hely.    | Idő         | Hely.       | Idő           | Hely.         | Idő       | Helyezés |
| -------------------------------------------------------------- | --------------- | -------- | -------- | ----------- | ----------- | ------------- | ------------- | --------- | -------- |
| Harry Jerome                                                   | 100 m           | 10,5     | 1.       | 10,4        | 1.          | nem ért célba | nem ért célba | kiesett   | kiesett  |
| George Short                                                   | 100 m           | 10,9     | 4.       | kiesett     | kiesett     | kiesett       | kiesett       | kiesett   | kiesett  |
| Lynn Eves                                                      | 100 m           | 10,8     | 4.       | kiesett     | kiesett     | kiesett       | kiesett       | kiesett   | kiesett  |
| Lynn Eves                                                      | 200 m           | 21,9     | 4.       | kiesett     | kiesett     | kiesett       | kiesett       | kiesett   | kiesett  |
| Terry Tobacco                                                  | 400 m           | 47,4     | 3.       | 47,5        | 4.          | kiesett       | kiesett       | kiesett   | kiesett  |
| Ergas Leps                                                     | 800 m           | 1:50,8   | 2.       | 1:52,0      | 6.          | kiesett       | kiesett       | kiesett   | kiesett  |
| Sig Ohlemann                                                   | 800 m           | 2:07,4   | 4.       | kiesett     | kiesett     | kiesett       | kiesett       | kiesett   | kiesett  |
| Joe Mullins                                                    | 800 m           | 1:51,3   | 4.       | kiesett     | kiesett     | kiesett       | kiesett       | kiesett   | kiesett  |
| Joe Mullins                                                    | 1500 m          | 3:53,1   | 10.      |             |             |               |               | kiesett   | kiesett  |
| Doug Kyle                                                      | 5000 m          | 14:25,0  | 7.       |             |             |               |               | kiesett   | kiesett  |
| Doug Kyle                                                      | 10 000 m        |          | 30:31,6  | 24.         |             |               |               |           |          |
| George Shepherd                                                | 400 m gát       | 53,0     | 4.       |             | kiesett     | kiesett       | kiesett       | kiesett   |          |
| Gordon Dickson                                                 | Maraton         |          |          |             |             |               |               | 2:38:46,0 | 55.      |
| Alex Oakley                                                    | 20 km gyaloglás |          |          |             |             |               |               | 1:38:46,0 | 9.       |
| Alex Oakley                                                    | 50 km gyaloglás |          |          |             |             |               |               | 4:33:08,6 | 6.       |
| Lynn Eves George Short Terry Tobacco Sig Ohlemann Harry Jerome | 4 × 100 m váltó | 42,1     | 2.       |             | 41,1        | 4.            | kiesett       | kiesett   |          |
| Ergas Leps Joe Mullins Sig Ohlemann Terry Tobacco              | 4 × 400 m váltó | 3:10,5   | 2.       |             | 3:08,2      | 5.            | kiesett       | kiesett   |          |

| Versenyző     | Versenyszám | 100 m | 100 m | Távolugrás | Távolugrás | Súlylökés | Súlylökés | Magasugrás | Magasugrás | 400 m | 400 m | 110 m gát | 110 m gát | Diszkoszvetés | Diszkoszvetés | Rúdugrás | Rúdugrás | Gerelyhajítás | Gerelyhajítás | 1500 m | 1500 m | Végeredmény | Végeredmény |
| Versenyző     | Versenyszám | Idő   | Pont  | Eredmény   | Pont       | Eredmény  | Pont      | Eredmény   | Pont       | Idő   | Pont  | Idő       | Pont      | Eredmény      | Pont          | Eredmény | Pont     | Eredmény      | Pont          | Idő    | Pont   | Pont        | Helyezés    |
| ------------- | ----------- | ----- | ----- | ---------- | ---------- | --------- | --------- | ---------- | ---------- | ----- | ----- | --------- | --------- | ------------- | ------------- | -------- | -------- | ------------- | ------------- | ------ | ------ | ----------- | ----------- |
| George Stulac | Tízpróba    | 12,0  | 597   | 592 cm     | 493        | 12,74 m   | 648       | 170 cm     | 656        | 53,0  | 642   | 18,4      | 250       | 37,35 m       | 555           | 360 cm   | 556      | 50,40 m       | 536           | 4:59,6 | 265    | 5198        | 22.         |

Női
| Versenyző                                                    | Versenyszám     | Előfutam | Előfutam | Negyeddöntő | Negyeddöntő | Elődöntő | Elődöntő | Döntő   | Döntő    |
| Versenyző                                                    | Versenyszám     | Idő      | Hely.    | Idő         | Hely.       | Idő      | Hely.    | Idő     | Helyezés |
| ------------------------------------------------------------ | --------------- | -------- | -------- | ----------- | ----------- | -------- | -------- | ------- | -------- |
| Valerie Jerome                                               | 100 m           | 12,5     | 4.       | 12,4        | 5.          | kiesett  | kiesett  | kiesett | kiesett  |
| Nancy Lewington                                              | 100 m           | 12,4     | 4.       | 13,1        | 7.          | kiesett  | kiesett  | kiesett | kiesett  |
| Eleanor Haslam                                               | 100 m           | 12,0     | 3.       | 12,3        | 5.          | kiesett  | kiesett  | kiesett | kiesett  |
| Eleanor Haslam                                               | 200 m           | 24,5     | 3.       |             | kiesett     | kiesett  | kiesett  | kiesett |          |
| Eleanor Haslam                                               | 800 m           | 2:10,0   | 4.       |             |             |          |          | kiesett | kiesett  |
| Sally McCallum                                               | 80 m gát        | 11,7     | 4.       |             | kiesett     | kiesett  | kiesett  | kiesett |          |
| Nancy Lewington Sally McCallum Valerie Jerome Eleanor Haslam | 4 × 100 m váltó | 47,9     | 5.       |             |             |          |          | kiesett | kiesett  |

| Versenyző      | Versenyszám | Selejtező | Selejtező | Döntő    | Döntő    |
| Versenyző      | Versenyszám | Eredmény  | Helyezés  | Eredmény | Helyezés |
| -------------- | ----------- | --------- | --------- | -------- | -------- |
| Sally McCallum | Távolugrás  | 522 cm    | 27.       | kiesett  | kiesett  |

## Birkózás
Szabadfogású
| Versenyző      | Versenyszám | 1. forduló                         | 1. forduló | 1. forduló | 2. forduló                     | 2. forduló | 2. forduló | 3. forduló                 | 3. forduló | 3. forduló | 4. forduló              | 4. forduló | 4. forduló | 5. forduló        | 5. forduló | 5. forduló | Döntő             | Döntő   | Döntő   | Helyezés |
| Versenyző      | Versenyszám | Ellenfél Eredmény                  | Pont       | Hely.      | Ellenfél Eredmény              | Pont       | Hely.      | Ellenfél Eredmény          | Pont       | Hely.      | Ellenfél Eredmény       | Pont       | Hely.      | Ellenfél Eredmény | Pont       | Hely.      | Ellenfél Eredmény | Pont    | Hely.   | Helyezés |
| -------------- | ----------- | ---------------------------------- | ---------- | ---------- | ------------------------------ | ---------- | ---------- | -------------------------- | ---------- | ---------- | ----------------------- | ---------- | ---------- | ----------------- | ---------- | ---------- | ----------------- | ------- | ------- | -------- |
| Ray Lougheed   | 67 kg       | Roger Bielle (FRA) · 1-3           | 1          | =4.        | Kenneth Stephenson (GBR) · 1-3 | 2          | =6.        | Tony Ries Jr. (RSA) · 3-1  | 5          | =8.        | Bong Uk-Won (KOR) · 3-1 | 8          | =8.        | kiesett           | kiesett    | kiesett    | kiesett           | kiesett | kiesett | 8.       |
| Kurt Boese     | 73 kg       | Douglas Blubaugh (USA) · kétvállas | 4          | =19.       | Robert Clark (AUS) · kétvállas | 4          | =9.        | Karl Bruggmann (SUI) · 3-1 | 7          | 13.        | kiesett                 | kiesett    | kiesett    | kiesett           | kiesett    | kiesett    | kiesett           | kiesett | kiesett | 13.      |
| Robert Steckle | 87 kg       | Gurics György (HUN) · 3-1          | 3          | =11.       | İsmet Atlı (TUR) · 3-1         | 6          | =13.       | kiesett                    | kiesett    | kiesett    | kiesett                 | kiesett    | kiesett    | kiesett           | kiesett    | kiesett    | kiesett           | kiesett | kiesett | 13.      |

## Evezés
| Versenyző | Versenyszám              | Előfutam | Előfutam | Vigaszág | Vigaszág | Elődöntő | Elődöntő | Döntő   | Döntő   | Helyezés    |
| Versenyző | Versenyszám              | Idő      | Hely.    | Idő      | Hely.    | Idő      | Hely.    | Idő     | Hely.   | Helyezés    |
| --- | ------------------------ | -------- | -------- | -------- | -------- | -------- | -------- | ------- | ------- | ----------- |
| Lorne Loomer Keith Donald | Kormányos nélküli kettes | 7:43,82  | 5.       | 7:42,51  | 3.       | kiesett  | kiesett  | kiesett | kiesett | helyezetlen |
| Robert Adams Clayton Brown Chris Leach Franklin Zielski                                                                                     | Kormányos nélküli négyes | 6:56,32  | 5.       | 6:44,77  | 3.       |          |          | kiesett | kiesett | helyezetlen |
| Donald Arnold Walter D'Hondt Nelson Kuhn John Lecky David Anderson Archibald MacKinnon William McKerlich Glen Mervyn Sohen Biln (kormányos) | Nyolcas                  | 6:03,18  | 1.       | erőnyerő | erőnyerő |          |          | 6:01,52 | 2.      |             |

## Kajak-kenu
Férfi
| Versenyző                    | Versenyszám         | Előfutam | Előfutam | Vigaszág | Vigaszág | Elődöntő | Elődöntő | Döntő   | Döntő    |
| Versenyző                    | Versenyszám         | Idő      | Hely.    | Idő      | Hely.    | Idő      | Hely.    | Idő     | Helyezés |
| ---------------------------- | ------------------- | -------- | -------- | -------- | -------- | -------- | -------- | ------- | -------- |
| Michael Brown                | Kajak egyes 1000 m  | 4:27,28  | 7.       | 4:55,73  | 4.       | kiesett  | kiesett  | kiesett | kiesett  |
| Alan McCleery Lou Lukanovich | Kajak kettes 1000 m | 3:51,07  | 7.       | 3:58,34  | 4.       | kiesett  | kiesett  | kiesett | kiesett  |
| Donald Stringer              | Kenu egyes 1000 m   | 4:44,55  | 6.       | 4:44,36  | 1.       | 4:41,35  | 3.       | 4:40,65 | 7.       |
| John Beedell Joseph Derochie | Kenu kettes 1000 m  | 4:47,82  | 4.       | 5:02,14  | 4.       |          |          | kiesett | kiesett  |

## Kerékpározás

### Országúti kerékpározás
| Versenyző          | Versenyszám   | Idő           | Helyezés      |
| ------------------ | ------------- | ------------- | ------------- |
| Luigi Bartesaghi   | Mezőnyverseny | nem ért célba | nem ért célba |
| Alessandro Messina | Mezőnyverseny | nem ért célba | nem ért célba |

## Lovaglás
Lovastusa
| Versenyző                                             | Ló                                             | Versenyszám | Díjlovaglás | Díjlovaglás | Tereplovaglás | Tereplovaglás | Díjugratás | Díjugratás | Végeredmény | Végeredmény |
| Versenyző                                             | Ló                                             | Versenyszám | Bünt.       | Hely.       | Bünt.         | Hely.         | Bünt.      | Hely.      | Bünt.       | Helyezés    |
| ----------------------------------------------------- | ---------------------------------------------- | ----------- | ----------- | ----------- | ------------- | ------------- | ---------- | ---------- | ----------- | ----------- |
| Jim Elder                                             | Canadian Envoy                                 | Egyéni      | -100,00     | 13.         | -14,80        | 17.           | -0,50      | =8.        | -115,30     | 10.         |
| Norman Elder                                          | Royal Beaver                                   | Egyéni      | -127,51     | 34.         | -77,20        | 28.           | -30,75     | =29.       | -235,46     | 24.         |
| Thomas Gayford                                        | Pepper Knowes                                  | Egyéni      | -175,00     | =66.        | kizárták      | kizárták      | kiesett    | kiesett    | kiesett     | kiesett     |
| Brian Herbinson                                       | Roma                                           | Egyéni      | -142,00     | =52.        | kizárták      | kizárták      | kiesett    | kiesett    | kiesett     | kiesett     |
| Jim Elder Norman Elder Thomas Gayford Brian Herbinson | Canadian Envoy Royal Beaver Pepper Knowes Roma | Csapat      | -369,51     | 11.         | nem ért célba | nem ért célba | kiesett    | kiesett    | kiesett     | kiesett     |

## Műugrás
Férfi
| Versenyző      | Versenyszám        | Selejtező | Selejtező | Elődöntő | Elődöntő | Elődöntő | Döntő   | Döntő   | Döntő    |
| Versenyző      | Versenyszám        | Pont      | Helyezés  | Pont     | Össz.    | Helyezés | Pont    | Össz.   | Helyezés |
| -------------- | ------------------ | --------- | --------- | -------- | -------- | -------- | ------- | ------- | -------- |
| Ernie Meissner | Egyéni műugrás     | 53,62     | 7.        | 40,61    | 94,23    | 7.       | 49,84   | 144,07  | 5.       |
| Ernie Meissner | Egyéni toronyugrás | 45,71     | 22.       | kiesett  | kiesett  | kiesett  | kiesett | kiesett | kiesett  |

Női
| Versenyző       | Versenyszám        | Selejtező | Selejtező | Elődöntő | Elődöntő | Elődöntő | Döntő | Döntő  | Döntő    |
| Versenyző       | Versenyszám        | Pont      | Helyezés  | Pont     | Össz.    | Helyezés | Pont  | Össz.  | Helyezés |
| --------------- | ------------------ | --------- | --------- | -------- | -------- | -------- | ----- | ------ | -------- |
| Irene MacDonald | Egyéni műugrás     | 50,42     | 9.        | 40,81    | 91,23    | 3.       | 43,46 | 134,69 | 6.       |
| Irene MacDonald | Egyéni toronyugrás | 51,31     | 9.        |          |          |          | 29,18 | 80,49  | 9.       |

## Ökölvívás
| Versenyző           | Versenyszám   | Selejtező                | 32-es főtábla                  | Nyolcaddöntő               | Negyeddöntő       | Elődöntő          | Döntő             | Helyezés |
| Versenyző           | Versenyszám   | Ellenfél Eredmény        | Ellenfél Eredmény              | Ellenfél Eredmény          | Ellenfél Eredmény | Ellenfél Eredmény | Ellenfél Eredmény | Helyezés |
| ------------------- | ------------- | ------------------------ | ------------------------------ | -------------------------- | ----------------- | ----------------- | ----------------- | -------- |
| Marcel Bellefeuille | Harmatsúly    | erőnyerő                 | Horst Rascher (EUA) · 0-5      | kiesett                    | kiesett           | kiesett           | kiesett           | 17.      |
| Gaby Mancini        | Pehelysúly    |                          | Shinetsu Suzuki (JPN) · 0-5    | kiesett                    | kiesett           | kiesett           | kiesett           | 17.      |
| Raoul Sarrazin      | Kisváltósúly  | François Sowa (LUX) · KO | Kim Deuk-bong (KOR) · kizárták | kiesett                    | kiesett           | kiesett           | kiesett           | 17.      |
| Jeffrey Alleyne     | Nagyváltósúly |                          | erőnyerő                       | Celedonio Lima (ARG) · RSC | kiesett           | kiesett           | kiesett           | 9.       |

## Sportlövészet
Férfi
| Versenyző         | Versenyszám                    | Selejtező | Selejtező  | Selejtező  | Döntő   | Döntő    |
| Versenyző         | Versenyszám                    | Csoport   | Pont       | Helyezés   | Pont    | Helyezés |
| ----------------- | ------------------------------ | --------- | ---------- | ---------- | ------- | -------- |
| Godfrey Brunner   | Gyorstüzelő pisztoly           |           |            |            | 493     | 56.      |
| Godfrey Brunner   | Szabadpisztoly                 | A         | 337        | 23.        | 528     | 30.      |
| Garfield McMahon  | Szabadpisztoly                 | B         | 352        | 9.         | 542     | 11.      |
| Garfield McMahon  | Gyorstüzelő pisztoly           |           |            |            | 558     | 39.      |
| Gil Boa           | Sportpuska, fekvő              | A         | 386        | 12.        | 584     | 12.      |
| Gil Boa           | Sportpuska, összetett          | B         | 538        | 23.        | 1077    | 52.      |
| Evald Gering      | Sportpuska, összetett          | A         | 542        | 20.        | 1091    | 47.      |
| Evald Gering      | Szabadpuska, összetett (300 m) | A         | 518        | 17.        | 1037    | 32.      |
| Edson Warner      | Szabadpuska, összetett (300 m) | B         | 544        | 12.        | 1078    | 24.      |
| Edson Warner      | Sportpuska, fekvő              | B         | 394        | 1.         | 578     | 27.      |
| Gilbert Henderson | Trap                           |           | nincs adat | nincs adat | kiesett | kiesett  |
| William Jones     | Trap                           |           | nincs adat | nincs adat | kiesett | kiesett  |

## Súlyemelés
| Versenyző      | Versenyszám | Nyomás   | Nyomás   | Szakítás | Szakítás | Lökés    | Lökés    | Összesen | Helyezés |
| Versenyző      | Versenyszám | Eredmény | Helyezés | Eredmény | Helyezés | Eredmény | Helyezés | Összesen | Helyezés |
| -------------- | ----------- | -------- | -------- | -------- | -------- | -------- | -------- | -------- | -------- |
| Mike Lipari    | 82,5 kg     | 122,5    | 11.      | 110,0    | 19.      | 155,0    | =7.      | 387,5    | 14.      |
| Dave Baillie   | +90 kg      | 147,5    | =6.      | 132,5    | =6.      | 170,0    | =8.      | 450,0    | 6.       |
| William Swaluk | +90 kg      | 135,0    | =14.     | 117,5    | 16.      | 160,0    | =13.     | 412,5    | 14.      |

## Torna
Férfi
| Versenyző         | Versenyszám      | Selejtező | Selejtező | Döntő    | Döntő    |
| Versenyző         | Versenyszám      | Pontszám  | Helyezés  | Pontszám | Helyezés |
| ----------------- | ---------------- | --------- | --------- | -------- | -------- |
| Richard Montpetit | Talaj            | 17,65     | =81.      | kiesett  | kiesett  |
| Richard Montpetit | Ugrás            | 17,70     | =73.      | kiesett  | kiesett  |
| Richard Montpetit | Korlát           | 18,10     | =60.      | kiesett  | kiesett  |
| Richard Montpetit | Nyújtó           | 17,35     | 96.       | kiesett  | kiesett  |
| Richard Montpetit | Gyűrű            | 17,25     | =98.      | kiesett  | kiesett  |
| Richard Montpetit | Lólengés         | 17,15     | =86.      | kiesett  | kiesett  |
| Richard Montpetit | Egyéni összetett |           |           | 105,20   | 85.      |

Női
| Versenyző         | Versenyszám      | Selejtező | Selejtező | Döntő    | Döntő    |
| Versenyző         | Versenyszám      | Pontszám  | Helyezés  | Pontszám | Helyezés |
| ----------------- | ---------------- | --------- | --------- | -------- | -------- |
| Louise Parker     | Talaj            | 13,133    | 119.      | kiesett  | kiesett  |
| Louise Parker     | Ugrás            | 14,533    | 114.      | kiesett  | kiesett  |
| Louise Parker     | Felemás korlát   | 10,533    | 121.      | kiesett  | kiesett  |
| Louise Parker     | Gerenda          | 12,799    | 119.      | kiesett  | kiesett  |
| Louise Parker     | Egyéni összetett |           |           | 50,998   | 120.     |
| Ernestine Russell | Talaj            | 17,433    | 86.       | kiesett  | kiesett  |
| Ernestine Russell | Ugrás            | 17,000    | 75.       | kiesett  | kiesett  |
| Ernestine Russell | Felemás korlát   | 17,466    | 76.       | kiesett  | kiesett  |
| Ernestine Russell | Gerenda          | 17,033    | =68.      | kiesett  | kiesett  |
| Ernestine Russell | Egyéni összetett |           |           | 68,932   | 76.      |

## Úszás
Férfi
| Versenyző                                          | Versenyszám            | Előfutam | Előfutam | Előfutam | Elődöntő | Elődöntő | Elődöntő | Döntő   | Döntő    |
| Versenyző                                          | Versenyszám            | Idő      | Hely.    | Össz.    | Idő      | Hely.    | Össz.    | Idő     | Helyezés |
| -------------------------------------------------- | ---------------------- | -------- | -------- | -------- | -------- | -------- | -------- | ------- | -------- |
| Dick Pound                                         | 100 m gyors            | 56,7     | 2.       | 8.       | 56,5     | 2.       | 7.*      | 56,3    | 6.       |
| Cam Grout                                          | 100 m gyors            | 57,6     | 3.       | 16.      | 58,0     | 6.       | 18.*     | kiesett | kiesett  |
| Cam Grout                                          | 200 m pillangó         | 2:27,7   | 7.       | 21.      | kiesett  | kiesett  | kiesett  | kiesett | kiesett  |
| Bob Wheaton                                        | 100 m hát              | 1:05,7   | 3.       | 17.      | kiesett  | kiesett  | kiesett  | kiesett | kiesett  |
| Steve Rabinovitch                                  | 200 m mell             | 2:47,2   | 5.       | 25.      | kiesett  | kiesett  | kiesett  | kiesett | kiesett  |
| Bob Wheaton Steve Rabinovitch Cam Grout Dick Pound | 4 × 100 m vegyes váltó | 4:15,3   | 2.       | 3.       |          |          |          | 4:16,8  | 4.       |

Női
| Versenyző                                                    | Versenyszám            | Előfutam | Előfutam | Előfutam | Elődöntő | Elődöntő | Elődöntő | Döntő   | Döntő    |
| Versenyző                                                    | Versenyszám            | Idő      | Hely.    | Össz.    | Idő      | Hely.    | Össz.    | Idő     | Helyezés |
| ------------------------------------------------------------ | ---------------------- | -------- | -------- | -------- | -------- | -------- | -------- | ------- | -------- |
| Mary Beth Stewart                                            | 100 m gyors            | 1:06,0   | 4.       | 14.      | 1:04,2   | 5.       | 8.       | 1:05,5  | 8.       |
| Margaret Iwasaki                                             | 100 m gyors            | 1:07,6   | 4.       | 24.      | kiesett  | kiesett  | kiesett  | kiesett | kiesett  |
| Margaret Iwasaki                                             | 100 m pillangó         | 1:14,2   | 3.       | 11.*     |          |          |          | kiesett | kiesett  |
| Sara Barber                                                  | 100 m hát              | 1:13,4   | 4.       | 13.      |          |          |          | kiesett | kiesett  |
| Judith McHale                                                | 200 m mell             | 3:07,7   | 6.       | 24.      |          |          |          | kiesett | kiesett  |
| Sara Barber Judith McHale Margaret Iwasaki Mary Beth Stewart | 4 × 100 m vegyes váltó | 4:59,5   | 5.       | 9.       |          |          |          | kiesett | kiesett  |

* - egy másik versenyzővel azonos időt ért el

## Vitorlázás
Nyílt
| Versenyző                                        | Versenyszám     | Futam | Futam | Futam | Futam | Futam | Futam | Futam | Pontszám | Helyezés |
| Versenyző                                        | Versenyszám     | 1     | 2     | 3     | 4     | 5     | 6     | 7     | Pontszám | Helyezés |
| ------------------------------------------------ | --------------- | ----- | ----- | ----- | ----- | ----- | ----- | ----- | -------- | -------- |
| Ian Bruce                                        | Finn dingi      | 1168  | 742   | (101) | 800   | 247   | 531   | 1645  | 5133     | 7.       |
| William Burgess William West                     | Csillaghajó     | (118) | 118   | 312   | 402   | 136   | 194   | 136   | 1298     | 23.      |
| Pierre Desjardins Keith Wilson                   | Repülő hollandi | 250   | 270   | 337   | 416   | (101) | 416   | 551   | 2240     | 22.      |
| Jerome Conway Melville Gould Barclay Livingstone | 5,5 méteres     | 681   | (101) | 124   | 101   | 176   | 101   | 149   | 1332     | 19.      |
| Sandy MacDonald Gordon Norton Lynn Watters       | Sárkányhajó     | 1532  | 930   | 578   | 930   | 754   | 453   | (277) | 5177     | 5.       |

## Vívás
Férfi
| Versenyző     | Versenyszám | Csoportkör | Csoportkör | Csoportkör        | Csoportkör | Csoportkör        | Csoportkör  | Csoportkör        | Csoportkör | Csoportkör        | Csoportkör | Helyezés    |
| Versenyző     | Versenyszám | 1. kör | 1. kör     | 2. kör            | 2. kör     | Negyeddöntő       | Negyeddöntő | Elődöntő          | Elődöntő   | Döntő             | Döntő      | Helyezés    |
| Versenyző     | Versenyszám | Ellenfél Eredmény | Hely.      | Ellenfél Eredmény | Hely.      | Ellenfél Eredmény | Hely.       | Ellenfél Eredmény | Hely.      | Ellenfél Eredmény | Hely.      | Helyezés    |
| ------------- | ----------- | --- | ---------- | ----------------- | ---------- | ----------------- | ----------- | ----------------- | ---------- | ----------------- | ---------- | ----------- |
| Carl Schwende | Tőr, egyéni | 12. csoport · Emilio Echeverry (COL) · 5-0 · Mohamed Ben Joullon (MAR) · 5-1 · Alberto Pellegrino (ITA) · 2-5 · Ion Drîmbă (ROU) · 4-5 · André Verhalle (BEL) · 2-5 · Brian Hamilton (IRL) · nem vívtak | 4.         | kiesett           | kiesett    | kiesett           | kiesett     | kiesett           | kiesett    | kiesett           | kiesett    | helyezetlen |